# Kim Aabech
Kim Engel Aabech (* 31. Mai 1983 auf Birkholm) ist ein dänischer Fußballspieler. Er spielt als Linksfüßer vor allem auf der Position des Mittelstürmers.

## Karriere
Kim Aabech begann mit dem Fußball bei B.93 Kopenhagen, ehe er zu Virum-Sorgenfri BK wechselte. Nach einer Zwischenstation bei Gladsaxe Hero wechselte er 2004 in die erstklassige Superliga und schloss sich Lyngby BK an. Dort wurde er Stammspieler und Leistungsträger. Mit dem Verein stieg er 2008 aus der ersten Liga ab. 2010 gelang ihm der Wiederaufstieg. Bis zu seinem Abgang 2013 erzielte er in 239 Ligapartien 75 Treffer. Daraufhin erfolgte ein Wechsel zum FC Nordsjælland, bei dem er in 30 Partien acht Treffer beisteuerte. Ein neuerlicher Vereinswechsel brachte ihn 2014 zu Aarhus GF, wo er seitdem in 49 Ligapartien 23 Mal traf. Anschließend wechselte er 2016 zum AC Horsens. Dort schoss er 7 Tore in 25 Ligaspielen.
Seit dem 1. Juli 2017 spielt er für den Verein Hvidovre IF. Sein Vertrag wurde 2019 bis 2021 verlängert.
Sein Vater Hans Aabech war ebenfalls Fußballprofi und dänischer Nationalspieler.